# Guillaume Auger
Guillaume Auger (* 21. März 1976 in Joigny) ist ein ehemaliger französischer Radrennfahrer.

## Sportliche Laufbahn
Auger war im Straßenradsport aktiv. Mit dem Radsport begann er im Verein CC Joigny, animiert von seinem Bruder. 1997 siegte er im Grand Prix des Nations espoirs und im Chrono des Nations espoirs. 1998 wurde er Berufsfahrer und holte einen Etappensieg in der Algarve-Rundfahrt, 1999 in der Tour Méditerranéen, 2003 in der Tour de la Somme. 2000 gewann er den Grote Prijs Stad Vilvoorde. 2001 kam er auf den 3. Platz in der Tour de Normandie.
2003 siegte er im Etappenrennen Circuit des Mines vor Émilien-Benoît Bergès. In der Tour de France wurde er 2001 und 2004 jeweils 136. im Endklassement. In der Vuelta a España 2002 war er ausgeschieden.

## Familiäres
Sein Bruder Ludovic Auger war ebenfalls Radprofi.